# Gaoligong Shan
Gaoligong Shan är en bergskedja i Kina, på gränsen till Myanmar. Den ligger i provinsen Yunnan, i den sydvästra delen av landet, omkring 400 kilometer väster om provinshuvudstaden Kunming.
Genomsnittlig årsnederbörd är 1 291 millimeter. Den regnigaste månaden är juli, med i genomsnitt 334 mm nederbörd, och den torraste är januari, med 9 mm nederbörd.